# Tchatkalophantes mongolicus
Tchatkalophantes mongolicus Tanasevič, 2001 è un ragno appartenente alla famiglia Linyphiidae.

## Etimologia
Il nome proprio della specie è in riferimento alla nazione di rinvenimento degli esemplari, la Mongolia; in aggiunta il suffisso -icus che indica appartenenza, che è proprio della.

## Distribuzione
La specie è stata reperita in Mongolia

## Tassonomia
Al 2013 non sono note sottospecie e dal 2001 non sono stati esaminati nuovi esemplari.